# Annelore Engel-Braunschmidt

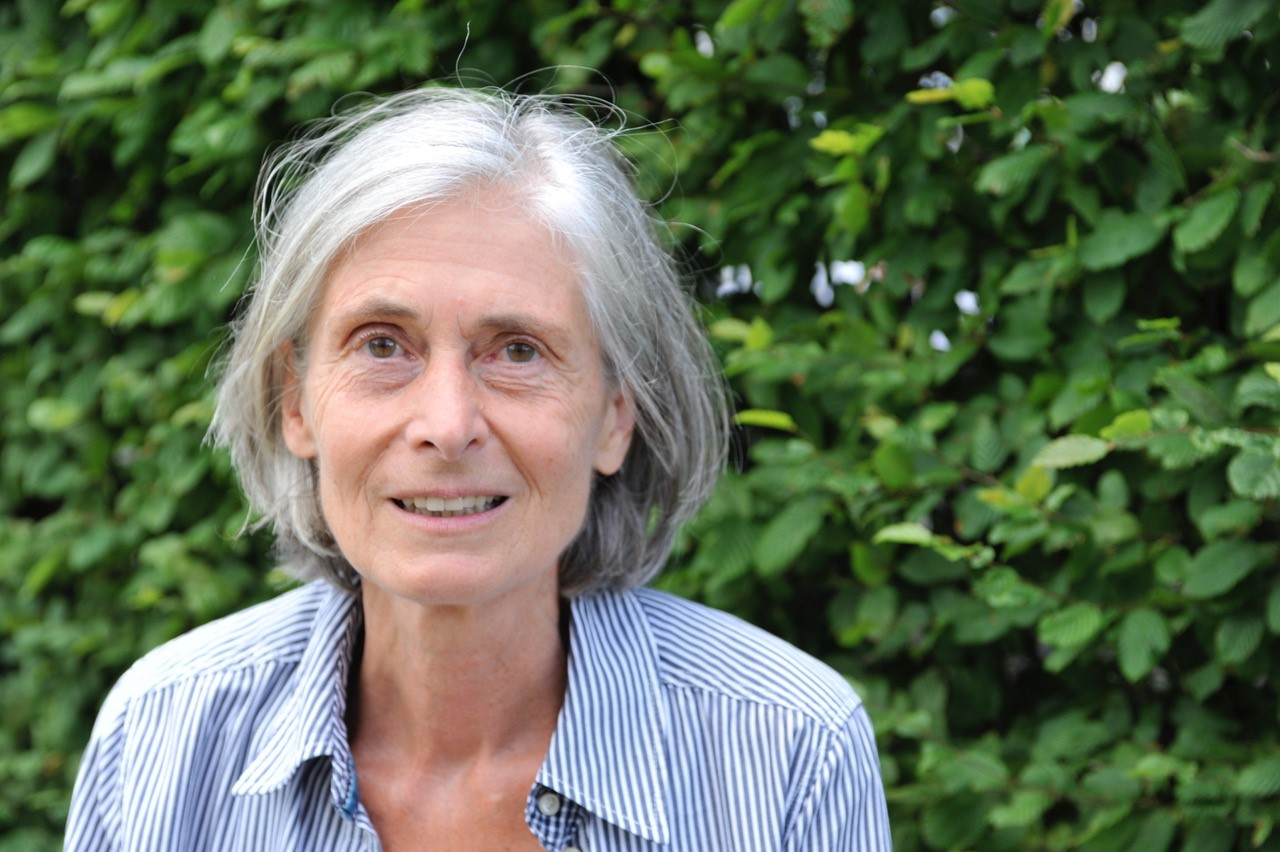
Annelore Engel

Annelore Engel-Braunschmidt (russisch: Аннелора Энгель-Брауншмидт/Annelora Engel-Braunshmidt; * 5. Februar 1941 in Königsberg (Preußen), heute Kaliningrad, Russland als Annelore Braunschmidt) ist eine deutsche Slawistin und Übersetzerin.

## Wirken
Engel-Braunschmidt studierte an der Georg-August-Universität Göttingen, der Ludwig-Maximilians-Universität München und der Universität Zürich Slavistik, Anglistik und Philosophie. 1968 legte sie in Hamburg das Staatsexamen ab. Mit einer Doktorarbeit bei Dietrich Gerhardt wurde sie 1973 in Hamburg zur Dr. phil. promoviert. Sie war in Hamburg als wissenschaftliche Assistentin und Professorin auf Zeit tätig. Als Assistant teacher unterrichtete sie 1962/63 an Gymnasien in Exeter (Devon). 1968/69 war sie als Postgraduierte der Deutschen Forschungsgemeinschaft in Moskau und Leningrad. Es folgten DAAD-Forschungsaufenthalte in der UdSSR/Russland und Gastdozenturen (1986 Smith College, 2006 Staatliche Universität Tomsk). 1989 erhielt sie den Dehio-Förderpreis von der Künstlergilde Esslingen. Von 1994 bis zur Entpflichtung 2006 war sie Inhaberin des Lehrstuhls für Slavische Philologie/Literaturwissenschaft an der Christian-Albrechts-Universität zu Kiel. Ihre Schwerpunkte liegen auf dem Gebiet der russischen Literatur und Kultur des 18.–20. Jahrhunderts, den Literaturkontakten, dem Schrifttum der Russlanddeutschen und der Übersetzung.

## Werke

### Bücher
- Deutsche Dichter in Russland im 19. Jahrhundert. Wilhelm Fink Verlag, München 1973, DNB 740168649.
- Hebbel in Russland. Gießen 1985, ISBN 3-87711-130-0.
- mit Clemens Heithus: Bibliographie der sowjetdeutschen Literatur 1960–1985. Köln 1987, ISBN 3-412-01187-8.
- mit Meir Buchsweiler und Clemens Heithus: Bibliographie der sowjetdeutschen Literatur von den Anfängen bis 1941. Köln 1990, ISBN 3-412-05490-9.
- Qualität oder Nationalität? Lia Frank (1921–2012), der jüdischen Autorin unter den Russlanddeutschen, zum Gedächtnis. Forschungsbeiträge. Nordost-Institut, Lüneburg 2022, ISBN 978-3-936943-04-7.

### Aufsätze
- Sowjetdeutsche Literatur im Aufbruch. Die Zeitschrift „Der Sturmschritt“ zwischen kultureller Autonomie und dem Würgegriff Stalins. In: Germano-Slavica. 4, 1983, S. 169–190, ISSN 0317-4956
- Die Suggestion der Berliner Realität bei Vladimir Nabokov. In: K. Schlögel: Russische Emigration in Deutschland 1918 bis 1941. Berlin 1995, ISBN 3-05-002801-7, S. 367–378.
- A Swedish countess and a Russian empress. Ch. F. Gellert as a source of inspiration for enlightened writing in Russia. In: G. Barabtarlo (Hrsg.): Cold Fusion. New York 2000, ISBN 1-57181-188-5, S. 19–33.
- Jüdische Tradition und literarische Ambition in Russland: „Rodina“ von Lev Lunc. In: Jüdische Welten in Osteuropa. Frankfurt am Main 2005, ISBN 3-631-52378-5, S. 177–191.
- Zur Phänomenologie und Poetik des Hungers: Aleksandr Neverovs „Tashkent – gorod chlebnyj“. In: Res traductorica : perevod i sravnitelʹnoe izučenie literatur ; k vosʹmidesjatiletiju Ju. D. Levina. St. Petersburg 2000, ISBN 5-02-028441-6, S. 305–315.
- „It could have happened in other countries, too.“ Von der Phänomenologie zur Anthropologie der Gewalt bei Vladimir Nabokov. Germano-Slavica 13 (2003), S. 55–73, ISSN 0317-4956
- mit S. Neufeldt: Briefe aus St. Petersburg. Ein schleswig-holsteinischer Lehrling im Geflecht dt.-russ. Wirtschaftsbeziehungen; in: Jahrbuch des Bundesinstituts f. Kultur u. Geschichte der Deutschen im östlichen Europa 10 (2002), S. 145–168. – Dass. russisch: Pis’ma iz Peterburga. In: Nemcy Sankt Peterburga. Hg. G. Smagina. St. Petersburg 2005, ISBN 5-94668-017-X, S. 457–484.
- Russkaja len’. Über die axiologische Unbestimmtheit der Faulheit in der russischen Literatur, in: P. Thiergen (Hrsg.): Russische Begriffsgeschichte der Neuzeit. Köln Weimar 2006, ISBN 3-412-22205-4, S. 81–104.
- Estonija – samaja deshevaja i samaja interesnaja strana v Evrope”. In: Putevoditel’ kak semioticheskij tekst. Tartu 2008, ISBN 978-9949-19-031-7, S. 98–112.
- Russischer muzhik und wolgadeutscher Kolonist um 1900, in: Victor Herdt, Dietmar Neutatz (Hrsg.): Gemeinsam getrennt. Bäuerliche Lebenswelten des späten Zarenreiches. Wiesbaden 2010, ISBN 978-3-447-05833-9, S. 253–270.

### Übersetzungen
- Donald E. Morton: Vladimir Nabokov, mit Selbstzeugnissen und Bilddokumenten. Reinbek 1984, ISBN 3-499-50328-X.
- Vladimir Nabokov: Die Gabe (= Gesammelte Werke, Bd. 5). Reinbek bei Hamburg 1993. Kommentar, S. 623–795.
- Sergej Terjochin: Deutsche Architektur an der Wolga. Berlin Bonn 1993, ISBN 3-498-04643-8.

### Lexikonartikel zu Russland
- Manfred Brauneck (Hrsg.): Weltliteratur im 20. Jahrhundert. Autorenlexikon. Band 1–2, Reinbek 1981, ISBN 3-499-16265-2; Band 2, ISBN 978-3-499-16265-7.
- M. Brauneck (Hrsg.): Theater im 20. Jahrhundert. Reinbek 1982, ISBN 3-499-16290-3.
- M. Brauneck, G. Schneilin (Hrsg.): Theaterlexikon. Reinbek 1986, ISBN 3-499-55465-8.
- Nemcy Rossii. Enciklopedija / Die Deutschen Russlands. Enzyklopädie. Teil 1 und 2. Moskau 1999 und 2004, ISBN 5-93227-002-0.
- Brockhaus-Enzyklopädie. div. Artikel 1984ff
- Kindlers Literatur Lexikon. Neuauflage. 2009, ISBN 978-3-476-04000-8.

## Herausgeberschaften
- mit A. Schmücker: Korrespondenzen. Festschrift für Dietrich Gerhardt. Wilhelm Schmitz Verlag, Gießen 1977, OCLC 186249063.
- mit Olav Münzberg: Ins Gestern tauche ich ein. Eine Dokumentation der Tagung „Sowjetdeutsche Literatur heute“ in Berlin 18.–20. Oktober 1990. Esslingen 1994, ISBN 3-925125-26-4.
- Siedlernot und Dorfidyll. Kanonische Texte der Russlanddeutschen. Berlin/Bonn 1993, ISBN 3-922131-10-7.
- mit Gerhard Fouquet, W. von Hinden und I. Schmidt: Ultima Thule. Bilder des Nordens von der Antike bis zur Gegenwart. (= Imaginatio borealis. Bilder des Nordens. Band 1). Frankfurt am Main 2001, ISBN 3-631-37091-1.
- mit Eckhard Hübner: Jüdische Welten in Osteuropa. Frankfurt am Main 2005, ISBN 3-631-52378-5.
- Lia Frank: Das Himmlische Kreuz [Erzählungen]. Hrsg. und mit einem Nachwort von Annelore Engel-Braunschmidt. ostbooks, Herford 2021, ISBN 978-3-947270-14-9.